# Зайерсберг
Зайерсберг (нем. Seiersberg) — коммуна (нем. Gemeinde) в Австрии, в федеральной земле Штирия.
Входит в состав округа Грац.  Население составляет 7625 человек (на 1 января 2008 года). Занимает площадь 7,9 км². Официальный код  —  60644.

## Политическая ситуация
Бургомистр коммуны — Вернер Брайтубер (СДПА) по результатам выборов 2005 года.
Совет представителей коммуны (нем. Gemeinderat) состоит из 25 мест.
- СДПА занимает 17 мест.
- Партия UBS занимает 4 места.
- АНП занимает 3 места.
- Зелёные занимают 1 место.